# Jay Clark
Pour les articles homonymes, voir Clark.
Jay Clark (né le 25 janvier 1880 à Newton (Iowa) et mort le 6 février 1948 à Worcester (Massachusetts)) est un tireur sportif américain.
Il participe aux Jeux olympiques d'été de 1920 à Anvers où il remporte une médaille d'or en tir aux pigeons par équipes.